# The Heartland Café
The Heartland Café è un album in studio del gruppo musicale svedese Gyllene Tider, pubblicato nel 1984.

## Tracce
1. Heartland
2. Run Run Run
3. Break Another Heart
4. Teaser Japanese
5. Another Place, Another Time
6. Demon Emptiness
7. Dreaming
8. When Love’s on the Phone (You Just Have to Answer)
9. Can You Touch Me?
10. Even If It Hurts (It's Alright)
11. Heartland Café